# Стећци у Горњим Бодежиштима
Некрополе са стећцима на локалитетима Буква, Црквине и Православног гробља у селу Горња Бодежишта представљају скуп од више локација на којима се налазе бројни средњовековни споменици. Локације су смештене у атару села Горња Бодежишта, која припадају Гатачкој Површи. Село је смештено на присојној падини, подно Греда, а куће су постављене у готово линијском низу. Описи старијих надгробних споменика, и уопште старина, у Горњим Бодежиштима сасвим су непотпуни и стиче се утисак да аутори који су иза себе оставили те описе нису посетили ово село. Из гатачког села Грачаница у Горња Бодежишта стиже се лошим макадамским путем преко Вишњева. Раздаљина износи 11,5 километара.

## Локалитети
На улазу у село, на пределу Буква, наилази се на средњовековну некрополу састављену од једанаест надгробних споменика, међу којима се истичу два висока декорисана сандука са постољима, али оба обаљена или полегла, као и један нешто крупнији сандук без декорације. Преостали споменици представљени су плочама грубе израде, како изгледа, без натписа. Ове плоче су доста утонуле. Читава некропола рашчлањена је на два дела, северни и јужни. Споменици у јужном делу изгледа да су положени на тумулус. Високи сандуци који су били постављени на постоља рашчлањени су колумнама повезаним аркадама. Овакви споменици виђају се у суседним Браићевићима (некропола Лумер) и Баорима.
Надаље, силазећи ка селу, наилази се на два гробна белега представљена малим стубовима који носе урезане крстове, а у средишту села постоји гробље са могућим остатком ступа већег средњовековног крста. Занимљиво је да овај локалитет носи назив Црквина.
Под селом постоји некропола на пределу Брежине, састављена од надгробних плоча грубље израде.
У савременом гробљу које је смештено у западном крају села, унутар ограде, старији надгробни крстови виђају се у северозапдном делу гробља, средишњем и југоисточном. У северозападном делу постоје четири старија надгробна крста. Најмасивнији, богато декорисани споменик мери: 1,09 х 0,79 х 0,34 метара и он на западном лицу чува ћирилички натпис који гласи: А СЕ КРСТ. Управо овај споменик поменуо је у свом опису Горњих Бодежишта истраживач стећака Шефик Бешлагић, али није донео садржину натписа. Слово Т уклесано је на јужној страни окомитог ступа крста и иза њега се види могући остатак полугласа (и стари ћирилички натпис на крсту у Баорима клесан је делимично на бочној страни крста, као и натпис на великом крсту у Домркама). Занимљиво је да се у зони испод другог реда натписа (КРСТ) налази простор у којем недостаје име покојника. Чак и на јужној страни споменика, ниже, слова нису уочљива. Могуће је, дакле, да је име уклесано пуно ниже, у делу споменика који је утонуо у земљу. У средишњем делу гробља постоји полегли виши и стари надгробни крст димензија: 1,65 х 0,62 х 0,18 метара. О овом споменику дознаје се да је освећен у манастиру Пиви и да је на саонама превучен у Бодежишта путем који је трајао месец дана. Према облику, ови споменици подсећају на надгробне крстове у другим гробљима у Површи какви су на пример споменици у Кокорини који готово сви чувају ћириличке натписе. У југоисточном делу гробља постоје два старија надгробна крста. На једном, поломљеном, виде се иницијали. О споменицима у Гатачкој Површи писао је Здравко Кајмаковић, али са великим бројем грешака у читању натписа.
У западном делу гробља налази се већи број породичних гробница гатачког рода Беатовића. Од Беатовића је потекао знаменити и веома заслужни јеромонах отац Теофан Беатовић који је као ђакон служио у Сједињеним Америчким Државама између два светска рата. Ђакон Теофан истакао се као успешни песник и национални прегалац. Непосредно пред Други светски рат он је прешао у Југославију и једно краће време се задржао у Светоуспенском манастиру Савина код Херцег Новог где је служио код игумана јеромонаха Бориса Кажанегре. Током 1941. године пожелео је да се премести ближе завичају и митрополит Јоаникије Липовац је одредио манастир Косјерево на Требишњици. У Косјереву отац Теофан није боравио дуго јер је заједно са неколицином калуђера и служитеља од стране комуниста бачен у дубоку јаму недалеко манастира. Недавно, његови скелетни остаци су извађени из јаме и сахрањени у манастиру Косјерево. Чланови породице сачували су његове дневничке белешке из Америке и његове гусле.